# Palácové hospodářství

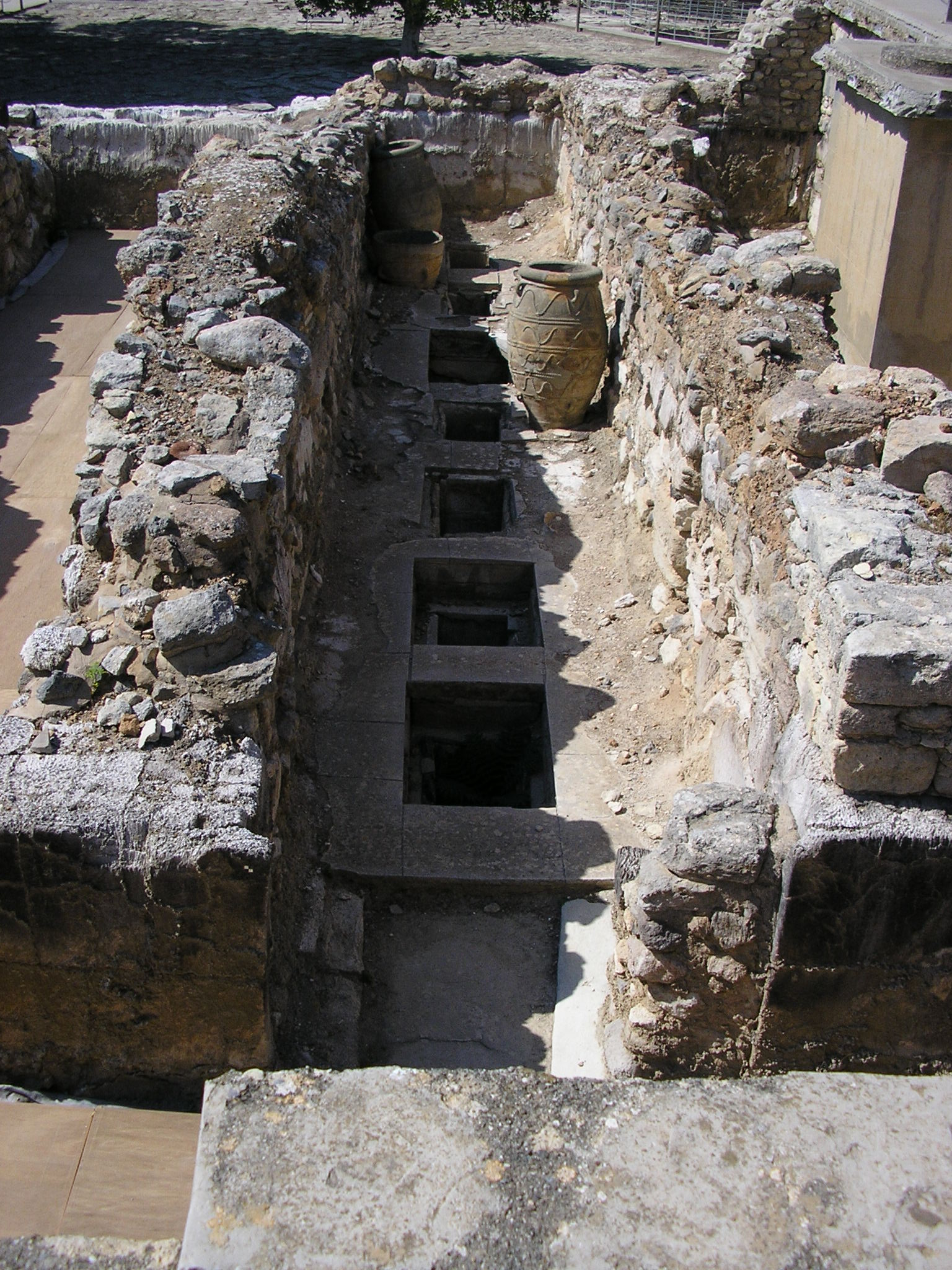
Pozůstatky skladiště z paláce v krétském Knóssu

Palácové hospodářství je struktura ekonomické organizace, ve které značná část bohatství plyne pod kontrolu centralizované správy umístěné v sídle vladaře – paláci. Odtud se pak bohatství opět dostává k většině populace, která sice může mít povolen vlastní zdroj příjmů, ale závisí zejména na bohatství přerozdělovaném v samotném paláci. Tento způsob hospodářství je charakteristický pro absolutní monarchie doby bronzové, v nichž vládce odvozující svoji vládu od nadpozemské moci a jeho úředníci kontrolovali všechny části hospodářství v zemi. Palác kontroloval zemědělskou produkci distribucí semen a používáním kalendáře na stanovení doby setby. Vládou byly řízeny i veřejné práce a budování rozsáhlých staveb jako paláce, hrobky a další.
Jedním z příkladů palácového hospodářství je mínojská civilizace, která závisela na pěstování pšenice, oliv, hroznového vína a dalších produktech. Součástí hospodářství byla i textilní výroba, keramika a zpracování kovů. Někdy se dílny zabývající se touto činností nacházely přímo v paláci. Produkce z okolní půdy se sbírala, zapisovala a uskladňovala taktéž v palácích. Mínojští vládci měli také určitou kontrolu nad zámořským obchodem. Nálezy tabulek s lineárním písmem A a B v paláci v Knóssu dokládají vysoce organizovaný úřednický aparát a strukturu udržování záznamů kontrolujících všechny příchozí a odchozí produkty. 
Zhroucení mnoha států ke konci doby bronzové oslabil palácové hospodářství Starověkého Egypta, Anatolie a Levanty. V případě mykénského Řecka došlo k úplnému vymizení dosavadního hospodářského systému během takzvaného temného období.